# David Laferrière
Pour les articles homonymes, voir Laferrière.
David Laferrière (né en 1975 à Montréal) est un programmateur artistique québécois des arts de la scène.
Directeur de la Société pour la promotion de la relève musicale de l'espace francophone (SOPREF) de 2004 à 2006, il fut le directeur de LOCAL Distribution, son service de distribution collective d'enregistrement sonore, de 2000 à 2006, année de cessation des activités. 
Il a successivement été directeur artistique du Complexe culturel Félix-Leclerc de La Tuque (2006-2008), de la Salle de spectacle Jean-Marc-Dion de Sept-Îles (2008-2011) puis du Théâtre Gilles-Vigneault de St-Jérôme dont il assume la direction de programmation en 2014 puis la direction générale en 2018. À l'automne 2023, il quitte le Théâtre Gilles-Vigneault pour assumer un mandat de direction générale et artistique au Théâtre Outremont de l'arrondissement Outremont à Montréal. 
Depuis 2019, David Laferrière est le président du conseil d'administration de l'Association professionnelle des diffuseurs de spectacles - RIDEAU. 